# Progomphus alachuensis
Progomphus alachuensis är en trollsländeart som beskrevs av George W. Byers 1939. Progomphus alachuensis ingår i släktet Progomphus och familjen flodtrollsländor. Inga underarter finns listade i Catalogue of Life.

## Bildgalleri

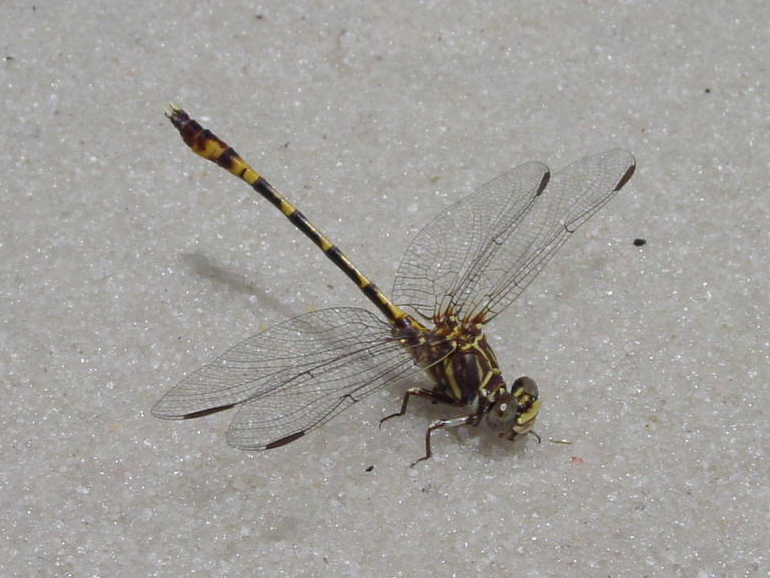